# Робинсон, Кейти
Кейти Робинсон (англ. Katie Robinson; род. 8 августа 2002, Англия) — английская футболистка, нападающий клуба «Астон Вилла» и национальной сборной Англии, на правах аренды выступающая за «Эвертон».

## Клубная карьера

### Ранние годы
Робинсон выросла в Ньюки, где ей пришлось играть за «Ньюки Бойс» и «Голдфин Бойс» с 10 до 16 лет из-за нехватки футбольных площадок для девочек. Она тренировалась в Центре продвинутого обучения девочек в Корнуолле с 10 до 12 лет, в Центре продвинутого обучения в Девоне с 13 до 16 лет и в Центре передового опыта «Плимут Аргайл» в возрасте 15 лет, прежде чем переехала в Бристоль, чтобы начать там свою карьеру.

### «Бристоль Сити»
Робинсон играла в девичьей академии клуба «Бристоль Сити». Она дебютировала за клуб 14 октября 2018 года, заменив на 83-й минуте Жюльетту Кемппи в проигрышном матче против «Бирмингем Сити» (0:1) в Женская суперлиге. Робинсон забила свой первый гол за карьеру 5 декабря 2018 года в победной игре против «Астон Виллы» (5:2) в Кубке лиги. После двух сезонов Робинсон отказалась от продления контракта с «Бристолем» и ушла в конце сезона 2019/2020.

### «Брайтон энд Хоув Альбион»
13 июля 2020 года Робинсон присоединилась к «Брайтон энд Хоув Альбион», подписав свой первый профессиональный контракт. В сентябре 2020 года Робинсон получила травму передней крестообразной связки во время тренировки. Из-за неё она пропустила остаток сезона 2020/2021. Она отправилась в аренду в Чарльтон Атлетик на время восстановления. В сезоне 2022/2023 за «Брайтон» она забила четыре гола и отдала шесть результативных передач.
13 июня 2024 года было объявлено, что Робинсон покинет «Брайтон» после истечения срока её контракта.

### «Астон Вилла»
15 июля 2024 года Робинсон подписала двухлетний контракт с клубом «Астон Вилла».

## Карьера за сборную

### Юношеская и молодёжная
19 сентября 2018 года Робинсон дебютировала за сборную Англии до 17 лет, выйдя на замену в квалификационном матче на чемпионат Европы 2019 года против Молдавии (6:0), в котором также отметилась забитым голом. 22 сентября 2018 года она забила ещё два гола в отборочном турнире, отлечившись в ворота Азербайджана (7:0). В мае 2019 года во время группового этапа финальной стадии Робинсон забила победный гол в победном матче со против Австрии, а затем открыла счёт в игре голом против Нидерландов, что помогло обеспечить победу со счетом 2:0.
30 ноября 2023 года, через год после своего дебюта на взрослой арене, Робинсон забила гол за сборную Англии до 23 лет в ворота Франции в первом сезоне Европейской лиги 2023|2024.

### Национальная
Робинсон получила свой первый вызов в национальную сборную Англии в ноябре 2022 года на матчи против Японии и Норвегии. 15 ноября она дебютировала, заменив Никиту Пэррис на 83-й минуте товарищеской игры против Норвегии.. 18 ноября был объявлен её номер наследия в сборной Англии — 227.
31 мая 2023 года Робинсон была включена в состав сборной Англии из 23 игроков на чемпионат мира 2023. В возрасте 20 лет она была самым молодым игроком в составе.

## Личная жизнь
Робинсон состоит в отношениях с футболисткой и товарищем по молодёжной сборной Англии Фрэн Бентли.

## Клубная статистика
.
| Клуб                      | Сезон      | Лига              | Лига  | Лига | Кубок | Кубок | Кубок лиги | Кубок лиги | Итог  | Итог |
| Клуб                      | Сезон      | Дивизион          | Матчи | Голы | Матчи | Голы  | Матчи      | Голы       | Матчи | Голы |
| ------------------------- | ---------- | ----------------- | ----- | ---- | ----- | ----- | ---------- | ---------- | ----- | ---- |
| Бристоль Сити             | 2018/19    | Женская суперлига | 7     | 0    | 1     | 1     | 2          | 1          | 10    | 2    |
| Бристоль Сити             | 2019/20    | Женская суперлига | 10    | 0    | 2     | 1     | 5          | 1          | 17    | 2    |
| Бристоль Сити             | Итог       | Итог              | 17    | 0    | 3     | 2     | 7          | 2          | 27    | 4    |
| Брайтон энд Хоув Альбион  | 2020/21    | Женская суперлига | 1     | 0    | 0     | 0     | 0          | 0          | 1     | 0    |
| Брайтон энд Хоув Альбион  | 2021/22    | Женская суперлига | 6     | 0    | 0     | 0     | 3          | 0          | 9     | 0    |
| Брайтон энд Хоув Альбион  | 2022/23    | Женская суперлига | 22    | 4    | 4     | 1     | 3          | 0          | 29    | 5    |
| Брайтон энд Хоув Альбион  | 2023/24    | Женская суперлига | 22    | 3    | 3     | 1     | 4          | 1          | 29    | 5    |
| Итог                      | Итог       | Итог              | 51    | 7    | 7     | 2     | 10         | 1          | 68    | 10   |
| Чарльтон Атлетик (аренда) | 2021/22    | Чемпионшип        | 9     | 1    | 2     | 1     | 0          | 0          | 11    | 2    |
| Астон Вилла               | 2024/25    | Женская суперлига | 10    | 0    | 0     | 0     | 3          | 1          | 13    | 1    |
| Общий итог                | Общий итог | Общий итог        | 87    | 8    | 12    | 5     | 18         | 4          | 120   | 17   |

## Достижения

### Международные
- Серебряная призёрка чемпионата мира: 2023
- Победительница Женской Финалиссимы: 2023